# Баратынский, Илья Андреевич
Илья Андреевич Бараты́нский (ок. 1770 — 1836) — контр-адмирал российского императорского флота.

## Биография
Происходил из старинного польского шляхетского рода Боратынских, сын Андрея Васильевича Баратынского и его супруги Авдотьи Матвеевны. Родился около 1770 года .
Поступив в мае 1785 года в Морской кадетский корпус, в 1788 году он был произведён в гардемарины. Крейсируя с флотом в Балтийском море, в 1788—1790 годах участвовал в сражениях при Гогланде, Эланде, Красной Горке и Выборге. Командированный затем в Архангельск, И. А. Баратынский совершил переход оттуда в Кронштадт на фрегате «Св. Михаил» в 1792—93 годах. 9 февраля 1793 года произведен в чин лейтенанта. В 1793—1795 годах ходил в плавание в Северное и Балтийское моря и у берегов Англии и крейсерствовал с английскою эскадрою в Северном море у острова Текселя. По окончании кампании Баратынский в 1795 году поступил в английский флот волонтёром и по 1798 год ежегодно плавал в Атлантическом океане у берегов Испании, а за участие в сражении английского флота с испанским при Сент-Винсенте в 1797 году был произведён по рекомендации лорда Джервиса в чин капитан-лейтенанта (по русскому флоту).
Вызванный в 1798 году в Россию обратно, И. А. Баратынский 27 марта был пожалован в флигель-адъютанты и произведенный 21 сентября в чин капитана 2-го ранга назначен командовать кораблем «Пармен». В 1799 году И. А. Баратынский командуя 74-пуш. кораблем «Ярославль» в составе эскадры, отправившейся из Архангельска к берегам Англии под начальством старшего его брата, вице-адмирала Б. А. Баратынского, плавал в Северном море, 1 октября выдержал шторм, причём находившийся под его командою корабль «Ярославль» потерял все мачты и бушприт, и по поправлении аварии на о. Ферре присоединился к эскадре, с которой зазимовал в Шотландии. В 1800 году, перейдя с эскадрою в Портсмут, Баратынский принял на «Ярославль» русские десантные войска, возвратился с ними в Ревель и был награждён орденом св. Иоанна Иерусалимского. 14 марта 1801 года произведён в капитаны 1-го ранга.
С 1802 по 1805 год Баратынский командовал второю гребною эскадрою, а затем, приняв начальство над кораблем «Св. Петр», из Кронштадта отплыл в Корфу, в 1806 и 1807 годах плавал в Адриатических водах, участвовал при взятии крепости Тенедос и в сражениях с турецким флотом при Дарданеллах и у Афонской горы, после чего из Архипелага перешёл в Бокка-ди-Каттаро. 15 января 1807 года произведён за кампанию 1806 года в капитан-командоры.
Командуя отрядом судов в составе 1 фрегата, 2 бригов, 1 корвета и 1 катера с принятым на суда десантом, 22 мая 1807 года прибыл из Корфу к острову Брацца для оказания поддержки славянам — жителям далматинского побережья, восставшим против французов; 25 мая отряд в составе 1 фрегата, 1 корвета, 2 бригов, 1 катера принял участие в сражении отрядов местных жителей-далматинцев с французскими войсками у местечка Полица, близ Сполатро и картечным огнём принудил неприятеля отступить. На следующий день высадил вблизи Сполатро десант в составе 5 рот солдат и матросов. Однако вследствие встречи со значительными силами противника десант был возвращён на суда под прикрытием их огня; 28 мая отряд под командованием капитан-командора Баратынского в сопровождении 2 транспортных судов с десантом и 2 каперских судов, подойдя к крепости Алмисса, к югу от Сполатро, высадил десант в 800 человек, который и занял крепость; 31 мая, приняв десант у крепости Алмисса, направился вдоль берега к югу, обстреливая двигавшиеся по берегу французские войска.
После заключения Тильзитского мирного договора в июле-августе капитан-командор Баратынский передал французским властям ранее занятые русским флотом крепости Корфу, Кастель-Нуово, Эспаньолу, Будуа и Каттаро. В 1808 году вернулся из Далмации в Петербург сухим путём.
12 декабря 1811 года был произведён в чин контр-адмирала, 31 декабря 1813 года вышел в отставку. Умер 1 (13) февраля 1836 года и был похоронен на кладбище московского Спасо-Андроникова монастыря (там же была похоронена и его жена).

## Награды

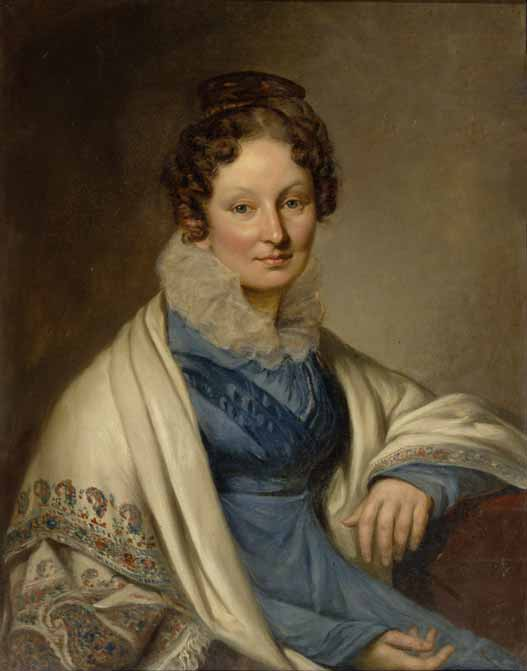
Софья Ивановна, жена

## Семья
В 1811 году женился на дочери майора Ивана Ивановича Барышникова — Софье (20.07.1797—23.09.1862). Их сыновья:
- Иван (23.06.1812[6]—12.01.1816[7])
- Андрей (10.11.1813[8]—24.02.1889)
- Фёдор (19.01.1816[9]).

Дочь Варвара (13.07.1820 - 05.12.1879) в первом браке замужем за Гусарского Его Величества Короля Ганноверского полка Штабс-Ротмистром Николаем Павловичем Батюшковым (ск. до 1855). Их дочь Софья, известная духовная писательница, с 1868 года замужем за П. Н. Слепцовым . Вдова Штаб-Ротмистра Варвара Ильинична Батюшкова вышла замуж 11.11.1856 за Михаила Ивановича Головина (венчание в Успенской церкви на Покровке), в московской усадьбе которого устроила Спасскую домовую церковь. 

## Источник
- Баратынский, Илья Андреевич // Русский биографический словарь : в 25 томах. — СПб., 1900. — Т. 2: Алексинский — Бестужев-Рюмин. — С. 494.
- Баратынский, Илья Андреевич // Военная энциклопедия : [в 18 т.] / под ред. В. Ф. Новицкого … [и др.]. — СПб. ; [М.] : Тип. т-ва И. Д. Сытина, 1911—1915.
- Веселаго Ф. Ф. Общий морской список от основания флота до 1917 г.. — СПб.: Типография В. Демакова, 1890. — Т. III / Царствование Екатерины II. А — К. — С. 115—116. — 608 с. — (Военно-историческая библиотека).